# CNCO/Diskografie
Diese Diskografie ist eine Übersicht über die musikalischen Werke der lateinamerikanische Musikgruppe CNCO. Den Schallplattenauszeichnungen zufolge hat sie bisher mehr als 7,8 Millionen Tonträger verkauft. Ihre erfolgreichste Veröffentlichung ist die Single Reggaetón lento (Bailemos) mit über 1,8 Millionen verkauften Einheiten.

## Alben

### Studioalben
| Jahr | Titel Musiklabel                     | Höchstplatzierung, Gesamtwochen, AuszeichnungChartplatzierungen (Jahr, Titel, Musiklabel, Platzierungen, Wochen, Auszeichnungen, Anmerkungen) | Höchstplatzierung, Gesamtwochen, AuszeichnungChartplatzierungen (Jahr, Titel, Musiklabel, Platzierungen, Wochen, Auszeichnungen, Anmerkungen) | Höchstplatzierung, Gesamtwochen, AuszeichnungChartplatzierungen (Jahr, Titel, Musiklabel, Platzierungen, Wochen, Auszeichnungen, Anmerkungen) | Höchstplatzierung, Gesamtwochen, AuszeichnungChartplatzierungen (Jahr, Titel, Musiklabel, Platzierungen, Wochen, Auszeichnungen, Anmerkungen) | Höchstplatzierung, Gesamtwochen, AuszeichnungChartplatzierungen (Jahr, Titel, Musiklabel, Platzierungen, Wochen, Auszeichnungen, Anmerkungen) | Höchstplatzierung, Gesamtwochen, AuszeichnungChartplatzierungen (Jahr, Titel, Musiklabel, Platzierungen, Wochen, Auszeichnungen, Anmerkungen) | Höchstplatzierung, Gesamtwochen, AuszeichnungChartplatzierungen (Jahr, Titel, Musiklabel, Platzierungen, Wochen, Auszeichnungen, Anmerkungen) | Höchstplatzierung, Gesamtwochen, AuszeichnungChartplatzierungen (Jahr, Titel, Musiklabel, Platzierungen, Wochen, Auszeichnungen, Anmerkungen) | Anmerkungen                                             |
| Jahr | Titel Musiklabel                     | DE | AT | CH | UK | US | Latin | MX | ES | Anmerkungen                                             |
| ---- | ------------------------------------ | --- | --- | --- | --- | --- | --- | --- | --- | ------------------------------------------------------- |
| 2016 | Primera cita Sony Music Latin (Sony) | — | — | — | — | US39 (1 Wo.)US | Latin1 Gold · (75 Wo.)Latin | MX15 ×2Doppelplatin · (56 Wo.)MX | ES24 (41 Wo.)ES | Erstveröffentlichung: 26. August 2016 Verkäufe: 175.000 |
| 2018 | CNCO Sony Music Latin (Sony)         | — | — | CH76 (1 Wo.)CH | — | US33 (1 Wo.)US | Latin1 Platin · (63 Wo.)Latin | MX2 ×3Dreifachgold · (17 Wo.)MX | ES3 (10 Wo.)ES | Erstveröffentlichung: 6. April 2018 Verkäufe: 195.000   |
| 2021 | Déjà vu Sony Music Latin (Sony)      | — | — | CH98 (1 Wo.)CH | — | — | Latin19 (1 Wo.)Latin | — | ES33 (1 Wo.)ES | Erstveröffentlichung: 5. Februar 2021                   |
| 2022 | XOXO Sony Music Latin (Sony)         | — | — | — | — | — | — | — | — | Erstveröffentlichung: 26. August 2022                   |

### Livealben
| Jahr | Titel Musiklabel                     | Anmerkungen                        |
| ---- | ------------------------------------ | ---------------------------------- |
| 2021 | Déjà Vu Live Sony Music Latin (Sony) | Erstveröffentlichung: 2. Juli 2021 |

### EPs
| Jahr | Titel Musiklabel                          | Höchstplatzierung, Gesamtwochen, AuszeichnungChartplatzierungen (Jahr, Titel, Musiklabel, Platzierungen, Wochen, Auszeichnungen, Anmerkungen) | Höchstplatzierung, Gesamtwochen, AuszeichnungChartplatzierungen (Jahr, Titel, Musiklabel, Platzierungen, Wochen, Auszeichnungen, Anmerkungen) | Höchstplatzierung, Gesamtwochen, AuszeichnungChartplatzierungen (Jahr, Titel, Musiklabel, Platzierungen, Wochen, Auszeichnungen, Anmerkungen) | Höchstplatzierung, Gesamtwochen, AuszeichnungChartplatzierungen (Jahr, Titel, Musiklabel, Platzierungen, Wochen, Auszeichnungen, Anmerkungen) | Höchstplatzierung, Gesamtwochen, AuszeichnungChartplatzierungen (Jahr, Titel, Musiklabel, Platzierungen, Wochen, Auszeichnungen, Anmerkungen) | Höchstplatzierung, Gesamtwochen, AuszeichnungChartplatzierungen (Jahr, Titel, Musiklabel, Platzierungen, Wochen, Auszeichnungen, Anmerkungen) | Höchstplatzierung, Gesamtwochen, AuszeichnungChartplatzierungen (Jahr, Titel, Musiklabel, Platzierungen, Wochen, Auszeichnungen, Anmerkungen) | Höchstplatzierung, Gesamtwochen, AuszeichnungChartplatzierungen (Jahr, Titel, Musiklabel, Platzierungen, Wochen, Auszeichnungen, Anmerkungen) | Anmerkungen                                             |
| Jahr | Titel Musiklabel                          | DE | AT | CH | UK | US | Latin | MX | ES | Anmerkungen                                             |
| ---- | ----------------------------------------- | --- | --- | --- | --- | --- | --- | --- | --- | ------------------------------------------------------- |
| 2019 | Que quiénes somos Sony Music Latin (Sony) | — | — | — | — | — | Latin12 Gold · (3 Wo.)Latin | MX1 (19 Wo.)MX | — | Erstveröffentlichung: 11. Oktober 2019 Verkäufe: 30.000 |
| 2019 | Spotify Singles Sony Music Latin (Sony)   | — | — | — | — | — | — | — | — | Erstveröffentlichung: 4. Dezember 2019                  |

## Singles

### Als Leadmusiker
| Jahr | Titel Album                             | Höchstplatzierung, Gesamtwochen, AuszeichnungChartplatzierungen (Jahr, Titel, Album, Platzierungen, Wochen, Auszeichnungen, Anmerkungen) | Höchstplatzierung, Gesamtwochen, AuszeichnungChartplatzierungen (Jahr, Titel, Album, Platzierungen, Wochen, Auszeichnungen, Anmerkungen) | Höchstplatzierung, Gesamtwochen, AuszeichnungChartplatzierungen (Jahr, Titel, Album, Platzierungen, Wochen, Auszeichnungen, Anmerkungen) | Höchstplatzierung, Gesamtwochen, AuszeichnungChartplatzierungen (Jahr, Titel, Album, Platzierungen, Wochen, Auszeichnungen, Anmerkungen) | Höchstplatzierung, Gesamtwochen, AuszeichnungChartplatzierungen (Jahr, Titel, Album, Platzierungen, Wochen, Auszeichnungen, Anmerkungen) | Höchstplatzierung, Gesamtwochen, AuszeichnungChartplatzierungen (Jahr, Titel, Album, Platzierungen, Wochen, Auszeichnungen, Anmerkungen) | Höchstplatzierung, Gesamtwochen, AuszeichnungChartplatzierungen (Jahr, Titel, Album, Platzierungen, Wochen, Auszeichnungen, Anmerkungen) | Höchstplatzierung, Gesamtwochen, AuszeichnungChartplatzierungen (Jahr, Titel, Album, Platzierungen, Wochen, Auszeichnungen, Anmerkungen) | Anmerkungen                                                                              |
| Jahr | Titel Album                             | DE | AT | CH | UK | US | Latin | MX | ES | Anmerkungen                                                                              |
| ---- | --------------------------------------- | --- | --- | --- | --- | --- | --- | --- | --- | ---------------------------------------------------------------------------------------- |
| 2016 | Tan fácil Primera Cita                  | — | — | — | — | — | Latin5 ×3Dreifachplatin · (20 Wo.)Latin                                                                                                  | MX— ×2DoppelplatinMX | ES76 Gold · (19 Wo.)ES | Erstveröffentlichung: 4. März 2016 Verkäufe: 380.000                                     |
| 2016 | Quisiera Primera Cita                   | — | — | — | — | — | Latin26 ×2Doppelplatin · (20 Wo.)Latin                                                                                                   | MX— PlatinMX | — | Erstveröffentlichung: 13. Mai 2016 Verkäufe: 210.000                                     |
| 2016 | Reggaetón lento (Bailemos) Primera Cita | — | — | — | — | — | Latin6 ×5Fünffachplatin · (49 Wo.)Latin                                                                                                  | MX1 ×2×3Doppeldiamant + Dreifachgold · (… Wo.)MX                                                                                         | ES2 ×6Sechsfachplatin · (66 Wo.)ES | Erstveröffentlichung: 7. Oktober 2016 Verkäufe: 1.840.000                                |
| 2017 | Hey DJ CNCO                             | — | — | — | — | — | Latin14 ×7Siebenfachplatin · (24 Wo.)Latin                                                                                               | MX6 ×2Diamant + Doppelplatin · (… Wo.)MX                                                                                                 | ES6 ×3Dreifachplatin · (43 Wo.)ES | Erstveröffentlichung: 4. April 2017 Verkäufe: 1.125.000; feat. Yandel                    |
| 2017 | Para enamorarte Primera Cita            | — | — | — | — | — | Latin— GoldLatin | MX— GoldMX | — | Erstveröffentlichung: 28. Juni 2017 Verkäufe: 60.000                                     |
| 2017 | Reggaetón lento (Remix) CNCO            | DE96 (1 Wo.)DE | AT53 (1 Wo.)AT | CH18 Platin · (24 Wo.)CH | UK5 ×2Doppelplatin · (27 Wo.)UK | — | — | MX— PlatinMX | ES14 (1 Wo.)ES | Erstveröffentlichung: 18. August 2017 Verkäufe: 1.750.000; mit Little Mix                |
| 2017 | Mamita CNCO                             | — | — | — | — | — | Latin28 Gold · (13 Wo.)Latin | MX— ×2DoppelplatinMX | ES81 (8 Wo.)ES | Erstveröffentlichung: 20. Oktober 2017 Verkäufe: 310.000                                 |
| 2018 | Mi medicina CNCO                        | — | — | — | — | — | Latin— GoldLatin | MX— GoldMX | — | Erstveröffentlichung: 2. März 2018 Verkäufe: 60.000                                      |
| 2018 | Sólo yo CNCO                            | — | — | — | — | — | Latin48 (1 Wo.)Latin | — | — | Erstveröffentlichung: 6. April 2018                                                      |
| 2018 | Se vuelve loca CNCO                     | — | — | CH81 (1 Wo.)CH | — | — | Latin19 ×4Vierfachplatin · (10 Wo.)Latin                                                                                                 | MX— PlatinMX | — | Erstveröffentlichung: 20. Juli 2018 Verkäufe: 320.000                                    |
| 2018 | Díganle (Remix) –                       | — | — | — | — | — | Latin36 (2 Wo.)Latin | — | — | Erstveröffentlichung: 16. August 2018 mit Leslie Grace & Becky G                         |
| 2018 | Llegaste tú –                           | — | — | — | — | — | Latin26 ×5Fünffachplatin · (12 Wo.)Latin                                                                                                 | MX— GoldMX | — | Erstveröffentlichung: 26. Oktober 2018 Verkäufe: 330.000; mit Prince Royce               |
| 2018 | Hey DJ (Remix) –                        | — | — | CH95 (1 Wo.)CH | — | — | — | — | ES— GoldES | Erstveröffentlichung: 9. November 2018 Verkäufe: 310.000; mit Meghan Trainor & Sean Paul |
| 2019 | Pretend –                               | — | — | — | — | — | Latin31 (2 Wo.)Latin | MX— GoldMX | — | Erstveröffentlichung: 15. Februar 2019 Verkäufe: 50.000                                  |
| 2019 | De cero Que quiénes somos               | — | — | — | — | — | Latin— PlatinLatin | MX— GoldMX | — | Erstveröffentlichung: 24. Juni 2019 Verkäufe: 90.000                                     |
| 2020 | My Boo –                                | — | — | — | — | — | — | — | — | Erstveröffentlichung: 23. Januar 2020                                                    |
| 2020 | Honey Boo –                             | — | — | — | — | — | — | MX— GoldMX | — | Erstveröffentlichung: 3. April 2020 Verkäufe: 30.000; mit Natti Natasha                  |
| 2020 | Beso –                                  | — | — | — | — | — | — | — | — | Erstveröffentlichung: 28. August 2020 Verkäufe: 120.000                                  |
| 2020 | Tan enamorados Déjà vu                  | — | — | — | — | — | Latin49 Gold · (2 Wo.)Latin | MX— GoldMX | — | Erstveröffentlichung: 13. November 2020 Verkäufe: 135.000                                |
| 2020 | Mis Ojos Loran Por Ti Déjà vu           | — | — | — | — | — | — | — | — | Erstveröffentlichung: 20. Dezember 2021                                                  |
| 2020 | Hero Déjà vu                            | — | — | — | — | — | — | — | — | Erstveröffentlichung: 4. Dezember 2021                                                   |
| 2021 | Sólo Importas Tú Déjà vu                | — | — | — | — | — | — | — | — | Erstveröffentlichung: 31. Januar 2021                                                    |
| 2021 | Toa la Noche XOXO                       | — | — | — | — | — | — | — | — | Erstveröffentlichung: 22. Juli 2021                                                      |
| 2022 | Party, Humo y Alcohol XOXO              | — | — | — | — | — | — | — | — | Erstveröffentlichung: 13. Januar 2022                                                    |
| 2022 | La Equivocada XOXO                      | — | — | — | — | — | — | — | — | Erstveröffentlichung: 7. April 2022                                                      |
| 2022 | No Apagues la Luz XOXO                  | — | — | — | — | — | — | — | — | Erstveröffentlichung: 23. Juni 2022                                                      |
| 2022 | Plutón XOXO                             | — | — | — | — | — | — | — | — | Erstveröffentlichung: 20. Juli 2022 Verkäufe: 70.000; mit Kenia Os                       |
| 2022 | Ferrari –                               | — | — | — | — | — | — | — | — | Erstveröffentlichung: 30. September 2022 mit Nacho                                       |
| 2022 | Musikita –                              | — | — | — | — | — | — | — | — | Erstveröffentlichung: 25. November 2022 mit Reggi El Autentico                           |
| 2022 | Estrella –                              | — | — | — | — | — | — | — | — | Erstveröffentlichung: 8. Dezember 2022 mit Alejo                                         |
| 2022 | Ay Dios –                               | — | — | — | — | — | — | — | — | Erstveröffentlichung: 16. Dezember 2022                                                  |
| 2023 | Extraños –                              | — | — | — | — | — | — | — | — | Erstveröffentlichung: 16. Februar 2023 mit Gera Demara                                   |
| 2023 | La Última Canción –                     | — | — | — | — | — | — | — | — | Erstveröffentlichung: 3. Mai 2023                                                        |
| 2023 | Tu me elevas –                          | — | — | — | — | — | — | — | — | Erstveröffentlichung: 18. Mai 2023 mit Aron Luix                                         |
| 2023 | Para siempre 4Ever O.S.T.               | — | — | — | — | — | — | — | — | Erstveröffentlichung: 5. Juli 2023                                                       |
| 2023 | Fuego 4Ever O.S.T.                      | — | — | — | — | — | — | — | — | Erstveröffentlichung: 8. Oktober 2023                                                    |

grau schraffiert: keine Chartdaten aus diesem Jahr verfügbar

### Als Gastmusiker
| Jahr | Titel Album                                                | Höchstplatzierung, Gesamtwochen, AuszeichnungChartplatzierungen (Jahr, Titel, Album, Platzierungen, Wochen, Auszeichnungen, Anmerkungen) | Höchstplatzierung, Gesamtwochen, AuszeichnungChartplatzierungen (Jahr, Titel, Album, Platzierungen, Wochen, Auszeichnungen, Anmerkungen) | Höchstplatzierung, Gesamtwochen, AuszeichnungChartplatzierungen (Jahr, Titel, Album, Platzierungen, Wochen, Auszeichnungen, Anmerkungen) | Höchstplatzierung, Gesamtwochen, AuszeichnungChartplatzierungen (Jahr, Titel, Album, Platzierungen, Wochen, Auszeichnungen, Anmerkungen) | Höchstplatzierung, Gesamtwochen, AuszeichnungChartplatzierungen (Jahr, Titel, Album, Platzierungen, Wochen, Auszeichnungen, Anmerkungen) | Höchstplatzierung, Gesamtwochen, AuszeichnungChartplatzierungen (Jahr, Titel, Album, Platzierungen, Wochen, Auszeichnungen, Anmerkungen) | Höchstplatzierung, Gesamtwochen, AuszeichnungChartplatzierungen (Jahr, Titel, Album, Platzierungen, Wochen, Auszeichnungen, Anmerkungen) | Höchstplatzierung, Gesamtwochen, AuszeichnungChartplatzierungen (Jahr, Titel, Album, Platzierungen, Wochen, Auszeichnungen, Anmerkungen) | Anmerkungen                                                                     |
| Jahr | Titel Album                                                | DE | AT | CH | UK | US | Latin | MX | ES | Anmerkungen                                                                     |
| ---- | ---------------------------------------------------------- | --- | --- | --- | --- | --- | --- | --- | --- | ------------------------------------------------------------------------------- |
| 2017 | Ahora lloras tú Index                                      | — | — | — | — | — | — | — | ES78 Gold · (15 Wo.)ES | Erstveröffentlichung: 20. Januar 2017 Verkäufe: 20.000; Ana Mena feat. CNCO     |
| 2017 | Todo cambió –                                              | — | — | — | — | — | Latin33 (1 Wo.)Latin | — | ES92 (2 Wo.)ES | Erstveröffentlichung: 3. März 2017 Verkäufe: 20.000; Becky G feat. CNCO         |
| 2017 | Princesa Eres la Persona Correcta en el Momento Equivocado | — | — | — | — | — | — | MX— ×3DreifachgoldMX | — | Erstveröffentlichung: 17. März 2017 Verkäufe: 90.000; Río Roma feat. CNCO       |
| 2018 | Dolor de cabeza Live & Summer Mania                        | — | — | — | — | — | — | — | — | Erstveröffentlichung: 28. Mai 2018 Riki feat. CNCO                              |
| 2019 | Me Vuelvo Loco Sigo a Lo Mío                               | — | — | — | — | — | Latin— GoldLatin | — | — | Erstveröffentlichung: 2. August 2019 Verkäufe: 30.000; Abraham Mateo feat. CNCO |
| 2019 | Me Necesita INTL:EP                                        | — | — | — | — | — | Latin34 (1 Wo.)Latin | — | — | Erstveröffentlichung: 23. Oktober 2019 Prettymuch feat. CNCO                    |
| 2019 | Como así Libra                                             | — | — | — | — | — | — | — | — | Erstveröffentlichung: 8. November 2019 Lali feat. CNCO                          |
| 2021 | Pa Que Guaye ENR                                           | — | — | — | — | — | — | — | — | Erstveröffentlichung: 16. September 2021 Alex Rose feat. CNCO                   |
| 2022 | Suelta, Sola y Tranquila (Remix) –                         | — | — | — | — | — | — | — | — | Erstveröffentlichung: 16. Juni 2022 Fabro & Mya feat. CNCO                      |
| 2023 | Diferente Hiroquest 2: Double Helix                        | — | — | — | — | — | — | — | — | Erstveröffentlichung: 3. Februar 2023 Steve Aoki feat. CNCO                     |
| 2023 | Borrachita –                                               | — | — | — | — | — | — | — | — | Erstveröffentlichung: 9. Februar 2023 Symon Dice feat. CNCO                     |

## Statistik

### Chartauswertung
|                     | CH    | US    | Latin       | MX    | ES    |
| ------------------- | ----- | ----- | ----------- | ----- | ----- |
| Nummer-eins-Alben   | CH—CH | US—US | Latin2Latin | MX1MX | ES—ES |
| Top-10-Alben        | CH—CH | US—US | Latin2Latin | MX2MX | ES1ES |
| Alben in den Charts | CH2CH | US2US | Latin4Latin | MX3MX | ES3ES |

|                       | DE    | AT    | CH    | UK    | Latin        | MX    | ES    |
| --------------------- | ----- | ----- | ----- | ----- | ------------ | ----- | ----- |
| Nummer-eins-Singles   | DE—DE | AT—AT | CH—CH | UK—UK | Latin—Latin  | MX1MX | ES—ES |
| Top-10-Singles        | DE—DE | AT—AT | CH—CH | UK1UK | Latin2Latin  | MX2MX | ES2ES |
| Singles in den Charts | DE1DE | AT1AT | CH3CH | UK1UK | Latin13Latin | MX2MX | ES7ES |

### Auszeichnungen für Musikverkäufe
| Goldene Schallplatte - Argentinien - 2018: für das Album CNCO - Belgien - 2017: für die Single Reggaetón lento (Remix) - Brasilien - 2020: für das Album CNCO - 2020: für das Album Primera cita - 2020: für die Single Hey DJ - 2020: für die Single Pretend - 2020: für die Single Quisiera - 2020: für die Single Se vuelve loca - 2021: für die Single Todo cambio - 2024: für die Single Hey DJ (Remix) - Chile - 2018: für das Album CNCO - Dänemark - 2024: für die Single Reggaetón lento (Remix) - Italien - 2017: für die Single Hey DJ - Kolumbien - 2017: für das Album Primera cita - Mexiko - 2023: für das Lied Pegao - 2024: für das Lied Bonita - Neuseeland - 2018: für die Single Reggaetón lento (Remix) - Schweden - 2017: für die Single Reggaetón lento (Remix) - Vereinigte Staaten - 2017: für das Lied Cien (Latin) - Zentralamerika - 2022: für die Single Tan enamorados | Platin-Schallplatte - Argentinien - 2017: für die Single Reggaetón lento (Bailemos) - Brasilien - 2020: für die Single Mamita - 2020: für die Single Tan fácil - Chile - 2017: für die Single Hey DJ - Frankreich - 2024: für die Single Hey DJ (Remix) - 2025: für die Single Reggaetón lento (Bailemos) - Italien - 2019: für die Single Hey DJ (Remix) - Kanada - 2018: für die Single Reggaetón lento (Bailemos) - Chile - 2018: für die Single Mamita - Polen - 2023: für die Single Reggaetón lento (Remix) - Portugal - 2022: für die Single Reggaetón lento (Remix) - 2022: für die Single Hey DJ (Remix) - Vereinigte Staaten - 2023: für das Lied Pegao (Latin) | 2× Platin-Schallplatte - Chile - 2017: für die Single Reggaetón lento (Bailemos) - Niederlande - 2018: für die Single Reggaetón lento (Remix) - Polen - 2021: für die Single Hey DJ 3× Platin-Schallplatte - Brasilien - 2020: für die Single Reggaetón lento (Remix) - 2021: für die Single Beso - Italien - 2018: für die Single Reggaetón lento (Bailemos) |

Anmerkung: Auszeichnungen in Ländern aus den Charttabellen bzw. Chartboxen sind in ebendiesen zu finden.
| Land/RegionAuszeichnungen für Musikverkäufe (Land/Region, Auszeichnungen, Verkäufe, Quellen) | Gold       | Platin       | Diamant     | Verkäufe  | Quellen               |
| -------------------------------------------------------------------------------------------- | ---------- | ------------ | ----------- | --------- | --------------------- |
| Argentinien (CAPIF)                                                                          | Gold1      | Platin1      | —           | 40.000    | Einzelnachweise       |
| Australien (ARIA)                                                                            | Gold1      | —            | —           | 35.000    | aria.com.au           |
| Belgien (BRMA)                                                                               | Gold1      | —            | —           | 15.000    | ultratop.be           |
| Brasilien (PMB)                                                                              | 8× Gold8   | 8× Platin8   | —           | 480.000   | pro-musicabr.org.br   |
| Chile (IFPI)                                                                                 | Gold1      | 4× Platin4   | —           | 365.000   | profovi.cl            |
| Dänemark (IFPI)                                                                              | Gold1      | —            | —           | 45.000    | ifpi.dk               |
| Frankreich (SNEP)                                                                            | —          | 2× Platin2   | —           | 400.000   | snepmusique.com       |
| Italien (FIMI)                                                                               | Gold1      | 4× Platin4   | —           | 225.000   | fimi.it               |
| Kanada (MC)                                                                                  | —          | Platin1      | —           | 80.000    | musiccanada.com       |
| Kolumbien (ASINCOL)                                                                          | Gold1      | —            | —           | 5.000     | Einzelnachweise       |
| Mexiko (AMPROFON)                                                                            | 12× Gold12 | 14× Platin14 | 3× Diamant3 | 2.180.000 | amprofon.com.mx       |
| Neuseeland (RMNZ)                                                                            | Gold1      | —            | —           | 15.000    | radioscope.co.nz      |
| Niederlande (NVPI)                                                                           | —          | 2× Platin2   | —           | 160.000   | nvpi.nl               |
| Polen (ZPAV)                                                                                 | —          | 3× Platin3   | —           | 90.000    | olis.pl               |
| Portugal (AFP)                                                                               | —          | 2× Platin2   | —           | 20.000    | Einzelnachweise       |
| Schweden (IFPI)                                                                              | Gold1      | —            | —           | 20.000    | Einzelnachweise       |
| Schweiz (IFPI)                                                                               | —          | Platin1      | —           | 20.000    | hitparade.ch          |
| Spanien (Promusicae)                                                                         | 3× Gold3   | 9× Platin9   | —           | 430.000   | elportaldelmusicas.es |
| Vereinigte Staaten (RIAA)                                                                    | 8× Gold8   | 29× Platin29 | —           | 1.980.000 | riaa.com              |
| Vereinigtes Königreich (BPI)                                                                 | —          | 2× Platin2   | —           | 1.200.000 | bpi.co.uk             |
| Zentralamerika (CFC)                                                                         | Gold1      | —            | —           | 35.000    | cfc-musica.com        |
| Insgesamt                                                                                    | 41× Gold41 | 82× Platin82 | 3× Diamant3 |           |                       |